# BBC One
BBC One er en britisk tv-kanal, der er public service-medievirksomheden BBC's primære kanal. Den blev lanceret som BBC Television Service 2. november 1936 og var verdens første egentlig tv-kanal med en høj billedopløsning. Kanalen blev senere omdøbt til BBC TV indtil lanceringen af søsterkanalen BBC2 i 1964, hvorefter den blev kendt som BBC1. Siden 1997 har navnet været BBC One.
Frem til ITV begyndte sine udsendelser i 1955 havde kanalen monopol, under navnet "BBC".
Kanalens målgruppe er bred, hvilket afspejler sig i bredden i programfladen: Nyheder og aktualitet, drama, børnprogrammer, sport, film, underholdning og oplysning. Blandt kanalens største seersuccesser er dramaserien EastEnders og underholdningsprogrammet Strictly Come Dancing, herhjemme kendt som Vild med dans. En meget stor andel af programfladen er egenproduktioner, dog sådan at omkring hver fjerde af disse produceres af et produktionsselskab og ikke af selve BBC.
Siden 2000 har stationen været Storbritanniens mest sete; i november 2012 med en share på 20,2 procent.
BBC One distribueres officielt ikke i Danmark, dels af rettighedsårsager, dels fordi BBC sender flere kanaler rettet mod det internationale publikum. Det er imidlertid muligt at modtage kanalerne via parabol, idet de ikke sendes krypteret.

## Tv Serier på BBC

### Drama
- Call the Midwife (2012-)
- Doctor Who (1963-)
- Merlin (2008-2012)
- Last Tango in Halifax (2012-)
- Sherlock (2010-)

### Panel Spil
- Have I Got News for you (1990-)
- Mock the Week (2005-)
- Never Mind the Buzzcocks (1996-)
- QI (2003-)
- A Question of Sport (1968-)
- Sweat the Small Stuff (2013-)
- Would I Lie to You? (2007-)

### Sitcoms
- Bad Education (2012-)
- Citizen Khan (2012-)
- Episodes (2011-)
- Hebbum (2012-)
- Him & Her (2010-)
- Mrs. Brown's Boys (2011-)
- Not Going Out (2006-)
- Outnumbered (2007-)
- Pramface (2012-)
- The Wright Way (2013-)

### Soap
- Casualty (1986-)
- Doctors (2000-)
- EastEnders (1985-)
- Holby City (1999-)